# This House Is Not For Sale: Live From The London Palladium
This House Is Not For Sale: Live From The London Palladium es el tercer álbum en vivo de la banda de rock estadounidense Bon Jovi, que fue lanzado el 16 de diciembre de 2016. Este disco incluye 15 canciones en vivo pertenecientes al álbum This House Is Not For Sale.

## Lista de canciones
1. This House is Not For Sale - 6:37
2. Living With the Ghost - 5:06
3. Knockout - 3:40
4. Labor of Love - 5:52
5. Born Again Tomorrow - 4:10
6. Roller coaster - 3:45
7. New Year´s Day - 4:33
8. The Devil’s in the Temple - 3:23
9. Scars on this Guitar - 5:32
10. God Bless This Mess - 3:20
11. Reunion - 4:16
12. Real Love - 4:44
13. All Hail the King - 6:10
14. We Don’t Run (del álbum Burning Bridges) - 4:02
15. Come On Up to Our House - 5:40